# Ericeia subsignata
Ericeia subsignata là một loài bướm đêm trong họ Erebidae. Nó sinh sống ở Úc, bao gồm Lãnh thổ Thủ đô Úc.
Con trưởng thành có màu nâu nhạt với các đốm nâu.